# Анте Готовина
Анте Готовина (острво Пашман код Задра, ФНРЈ, 12. октобар 1955) је бивши хрватски генерал и бивши припадник Легије странаца, где је после петогодишњег стажа стекао француско држављанство.
Након подизања оптужнице од стране Хашког трибунала и бега, ухапшен је на Канарским острвима 7. децембра 2005, а хашки процес против Готовине, као и генерала Маркача и Чермака започео је 11. марта 2008, а 15. априла 2011. године Хашки трибунал га је неправоснажно осудио на 24 године робије, због злочина почињеним над Србима у Операцији Олуја 1995. године. Међутим, 16. новембра 2012. Жалбено веће Хашког трибунала га је ослободило свих оптужби због недоказане одговорности и истог дана пуштен је на слободу.

## Биографија
Одрастао је крај Задра у породици рибара Милана Готовине и Ане Миочев. У четвртој години је остао без мајке. Има млађег брата Бориса и млађу сестру Аницу, као и полубраћу Шиму и Бранимира из очевог другог брака. У 17. години напустио је школу и с непуних 19 придружио се Легији странаца, где је добио нови идентитет, Иван Грабовац. После обуке је отишао у падобранско-диверзантски пук. Прву борбену акцију имао је у Џибутију 1974, а затим су следиле интервенције у Чаду, Заиру, Обали Слоноваче... Године 1982. радио је као ратник инструктор у Гватемали, Колумбији и Парагвају, са повременим одласцима у Габон.
Готовина је у Француској три пута осуђиван. Први пут 1986. на пет година затвора због пљачке из 1981. и ту казну је, наводно, издржао. Други пут 1993, осуђен је на две године затвора за учешћа у отмици и изнуђивању, а 1995. на 30 месеци, такође због изнуђивања. Ове наводе Готовинини адвокати негирају тврдећи да му Француска као осуђеном криминалцу у бегу, не би 1995. године издала нити 2001. године обновила пасош.
У Хрватску се вратио средином 1991. и одмах је именован за заповедника I гардијске бригаде, а почетком 1993, у чину пуковника, постављен је за заповедника Зборног подручја Сплит и на том месту остао до 1996.
Његова јединица се помиње у вези са акцијама код Масленице, око Динаре, на Ливањском пољу и близу Гламоча, у Босанском Грахову, Стрмици, Книну, Дрвару и Мркоњић Граду. Јединици којом је он командовао приписује се масакр заробљених војника Републике Српске у Мркоњић Граду, више од 150 мртвих. После хрватске војне офанзиве Олуја, која је почела 4. августа 1995. и заузимања Книна, Готовина је у том граду успоставио свој штаб.
Тадашњи хрватски председник Фрањо Туђман именовао је Готовину за главног инспектора Инспектората ХВ, а 2000. отпуштен је из оружаних снага одлуком председника Хрватске Стјепана Месића и у октобру исте године пензионисан.

## Оптужница и пресуде
Одмах након војне акције „Олуја“ Хашки трибунал је започео истрагу о злочинима направљеним за време и након ратних операција. Тужилаштво се, између осталог, заинтересовало и за Анту Готовину од којег је 1998. године затражило да се службено изјасни. Међутим, иако је Готовина био спреман на разговор, хрватски политички врх му то тада није допустио.
Хашки трибунал је у мају 2001. подигао, а месец дана касније отпечатио, оптужницу против Готовине и он је од тада у бекству. Хрватски правосудни органи су за њим расписали потерницу, а на захтев суда у Хагу 24. августа 2001. потерницу је расписао и Интерпол. Хрватска власт је средином марта 2005. блокирала сву његову имовину. Ухапшен је на Канарским острвима 7. децембра 2005.
Хашка оптужница терети Готовину за злочине током операције Олуја, од августа до новембра 1995. У оптужници се наводи да је као главнокомандујући операције у Крајини али и због личног доприноса одговоран за депортације, прогон, убиства, пљачку и уништавање имовина Срба у општинама Шибеник, Задар, Книн, Бенковац, Обровац, Сињ, Грачац, Кореница, Госпић, Доњи Лапац и Дрниш. После више година суђења завршено је изношење завршне речи тужилаца и одбране на суђењу генералу хрватске војске, Анти Готовини због злочина над Србима током и после Операције Олуја августа 1995. године.
Према наводима оптужнице, Готовина је одговоран за убиство најмање 150 Срба и прогон њих више од 150.000. Злочини су почињени у оквиру тзв. заједничког злочиначког подухвата у ком су, сем Готовине, учествовали и хашки оптуженици, војни и полицијски генерали Иван Чермак и Младен Маркач, али и председник Фрањо Туђман и бројни неименовани функционери државног, војног и полицијског врха Хрватске.
Хашки трибунал је одлучио да у првостепеном процесу 15. априла 2011. прогласи кривим Анту Готовину као учесника удруженог злочиначког подухвата, крив је за дела прогона, депортације, пљачке, разарања, убиства, нечовјечна дјела и окрутно поступање, а суд га је ослободио одговорности за присилно премештање. Ипак, 16. новембра 2012. жалбено веће га је ослободило кривице.
Оригиналан текст је преузет са интернет презентације телевизије Б92.'

## Приватни живот
Ожењен је пуковницом Дуњом Злоић, некадашњом шефицом кабинета бившег хрватског министра одбране Гојка Шушка. Из претходне везе са са новинарком ХТВ-а Весном Карузо има кћерку Ану, а из још једног ранијег брака са извесном колумбијском новинарком Химена Далел има кћерку Химену.